# Christian Gottfried von Uchtländer
Christian Gottfried von Uchtländer (* 1686 in Magdeburg; † 22. Oktober 1755 in Anklam) war ein preußischer Generalmajor, Chef des Infanterieregiments Nr. 30 sowie Kommandant von Stettin, Amtshauptmann von Draheim und Ritter des Pour le Mérite.

## Leben

### Herkunft
Uchtländer entstammt einer bürgerlichen Familie aus Magdeburg. Sein Vater war der kurbrandenburgische Lieutenant bei der Garnisonartillerie in Magdeburg, Christoph Caspar Uchtländer († 9. November 1711). Christian Gottfried Uchtländer wurde 1728 bzw. 1745 in den Adelsstand erhoben.

### Militärkarriere
1701 trat Uchtländer in preußische Dienste und stand im Infanterieregiment „Markgraf Christian Ludwig“ Nr. 7. Im Spanischen Erbfolgekrieg wurde er auf den Kriegsschauplätzen in Deutschland und Italien eingesetzt. So nahm er an den Schlachten bei Cassano und Turin teil. Am 2. Juli 1709 avancierte er zum Fähnrich, am 28. Oktober 1712 Sekondeleutnant, 1718 zum Premierleutnant und am 8. Januar 1742 zum Oberstleutnant, schließlich im Juli 1745 zum Oberst. Im gleichen Jahr wurde Uchtländer zum Amtshauptmann von Draheim ernannt. Im Juli 1747 wurde er auch zum Kommandanten von Stettin bestimmt. Am 14. Juni 1752 erfolgte seine Beförderung zum Generalmajor, womit er allerdings die Stelle des Kommandanten von Stettin an Hans Otto von Treskow abgeben musste. Dafür bekam er am 23. September 1752 das Infanterieregiment „Alt-Jeetze“ Nr. 30 in Anklam. Dort verstarb er im Jahr 1755 in Anklam.
Uchtländer nahm ebenfalls am Pommernfeldzug 1715/16 teil. Im Ersten Schlesischen Krieg war er Kommandant eines Grenadierbataillons, dass aus Grenadieren der Regimenter „Markgraf Karl“ Nr. 19 und „Bevern“ Nr. 41 gebildet wurde. In der Schlacht bei Chotusitz konnte Uchtländer sich mutig hervortun. Besonders in der Schlacht bei Hohenfriedberg konnte er wieder seinen Mut beweisen, als er unter schweren Verlusten der überlegenen österreichischen Infanterie standhielt. Dafür wurde er mit dem Orden Pour le Mérite sowie der Amtshauptmannschaft von Draheim belohnt.

### Familie
Uchtländer war mit Helene Köhler († 1757), Seidenkrämerstochter aus Stettin verheiratet. Sie erhielt nach seinem Tod die Einkünfte aus der Amtshauptmannschaft, sowie ab 1755 auch eine Witwenpension i.H.v. 400 Thaler. Aus der Ehe gingen zwei Töchter hervor die den Vater überlebten.
- Dorothea Elisabeth von Uchtländer, ⚭ 18. Mai 1744 in Stettin, Joachim Friedrich von Zitzewitz, königlich preußischer Major im Infanterieregiment „Bevern“ Nr. 7
- Auguste Henriette von Uchtländer, ⚭ 15. Dezember 1753 in Stettin, Christian Bernhard von Bredow, Lieutenant im Infanterieregiment „Amstel“ Nr. 8, nachmaliger Flügeladjutant des Königs. Letzter erbte auf königlichen Geheiß auch das Paradepferd seines Schwiegervaters.